# 勒加莱
勒加莱（法語：Le Gallet，法語發音：[lə ɡalɛ]）是法国瓦兹省的一个市镇，属于博韦区。

## 地理
勒加莱（49°37'37"N, 2°6'30"E）面积3.47 平方千米，位于法国上法蘭西大區瓦兹省，该省份为法国北部内陆省份，北起索姆省，西接厄尔省和滨海塞纳省，南至塞纳-马恩省和瓦兹河谷省，东临埃纳省。
与勒加莱接壤的市镇（或旧市镇、城区）包括：卡特、大克雷沃克尔、勒索尔舒瓦、维耶夫维莱尔。

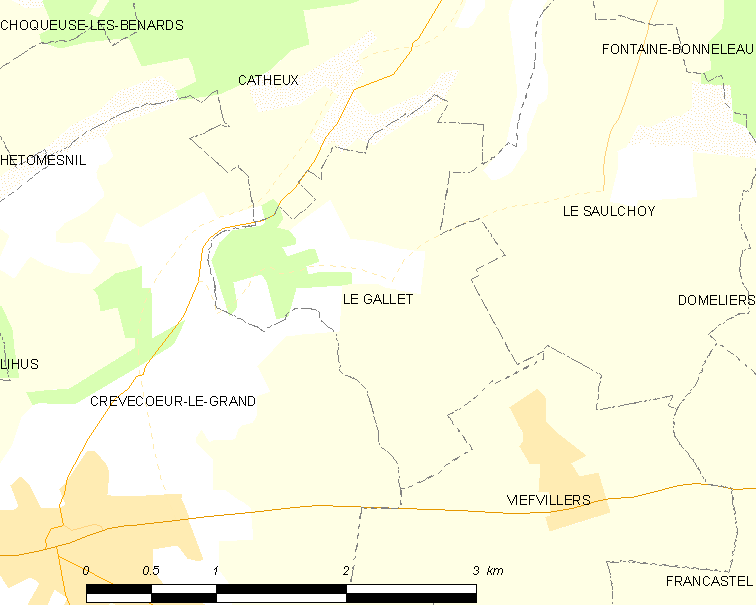
勒加莱的OSM定位图

勒加莱的时区为UTC+01:00、UTC+02:00（夏令时）。

## 行政
勒加莱的邮政编码为60360，INSEE市镇编码为60267。

## 政治
勒加莱所属的省级选区为圣瑞斯特昂绍塞县。

## 人口

1962-2008年间勒加莱人口变化图示

勒加莱于2022年1月1日时的人口数量为158人。